# 大連自然博物館

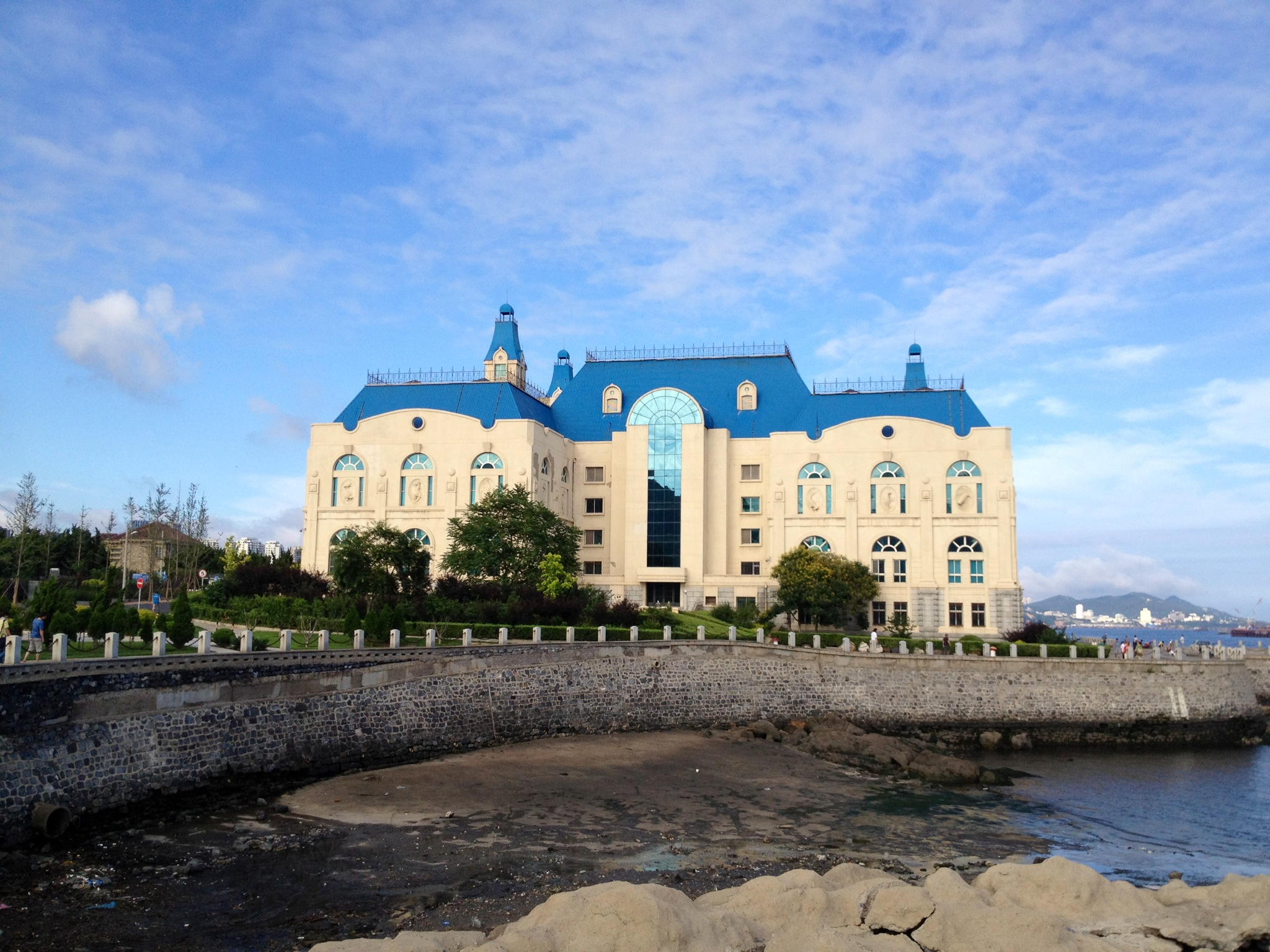
大連自然博物館

大連自然博物館（だいれんしぜんはくぶつかん、中国語: 大连自然博物馆）は、中国遼寧省大連市の黒石礁海岸にある、地質学、古生物学、動植物標本の収集、研究、展示を統合した総合自然科学博物館で、その前身は1907年に建てられている。新しい博物館は、黒石礁の海岸に位置するモダンな欧米風の建物で、建設面積は15,000平方メートル、展示面積は10,000平方メートル。これは27万平方メートルの海域も併せ持つ中国で唯一の博物館である。

## 歴史
大連自然史博物館は1907年に設立された歴史をもつ。その前身は、日本が中国北東部を占領して、日本の南満州鉄道株式会社によって設立された地質調査研究所であった。 1945年の終戦後、8月23日に中国長春鉄道に引き継がれ、「北東地方歴史博物館」と改名された。中国長春鉄道研究所は、ソ連の地質学専門家イェゴロフを館長に任命し、オリジナルの展示の修理を行った。 1959年、抗日戦争勝利14周年（9月3日）に正式に「大連自然史博物館」と名付けた。1995年、科学と教育を通じて都市を発展させる戦略を実行し、自然と文化の遺産を保護するために、大連市党委員会と市政府は、新しい博物館を建設するために黒石礁海岸に移動することを決定した。1998年10月に新しい博物館が完成し、一般に公開された。 

## 展示品
大連自然史博物館には、約20万点のさまざまな標本と、6,000点を超える貴重な標本がある。特徴は海洋生物の標本、「熱河生物群」（Jehol Biota）化石で、その中には20種以上の海獣があり、国内自然史博物館で最大の種と数である。そのうち66.7トンのヒゲクジラ標本が展示されていて、これはアジアはまれなものである。また「熱河生物群」化石標本は、中国で最も多様で数も多く、プシッタコサウルスは化石の1つは、世界で唯一で最も多種で、最もよく保存されているので国宝レベルの化石標本である。

## 会館情報
80人未満の小グループは予約する必要はなく、身分証を持参するだけで、直接入館可能。80人を超える大グループは1〜10日前に予約する必要がある。
博物館は月曜日が定休日で、火曜日から日曜日まで通常通り開いていて、祝日は休みがない。

## 交通
大連地下鉄1号線の黒石礁駅（中国語）で下車、海岸方向へ歩いて5分。いくつかのバス路線が博物館前で発着している。

## 参照項目
- 大連の観光